# Giulio Cesare (miniserie televisiva)
(Giulio Cesare)
Giulio Cesare è una miniserie televisiva drammatica statunitense del 2002, diretta dal regista tedesco Uli Edel, che narra la vita di Giulio Cesare, grande uomo politico e generale romano.

## Trama
(Giulio Cesare)
Silla torna a Roma dalle guerre in Oriente, insieme al valoroso e potente generale Pompeo. Forte del suo esercito, l'eccentrico dittatore impone a tutti i suoi capricci, e soprattutto semina il panico qua e là per la città con le sue liste di proscrizione: le persone i cui nomi sono compresi possono essere uccisi a vista, e i loro beni andranno in parte ad arricchire lo Stato di Silla e in parte come ricompensa ai sicari.
Il giovane Giulio Cesare, figlio di una casata un tempo illustre, la gens Iulia, e nipote di Gaio Mario, antico e defunto rivale di Silla, scopre che il suocero Cinna compare sulle liste, e viene arrestato nel momento in cui lo aiuta a fuggire. In seguito alle preghiere della madre di Cesare, Aurelia, Silla rilascia il giovane patrizio, nonostante il suo rifiuto di ripudiare la moglie Cornelia, figlia di Cinna, che nel frattempo è stato assassinato da un servitore.
Pompeo riceve l'ordine di ucciderlo a tradimento, ma trasgredisce segretamente i voleri del dittatore: manda Cesare in Oriente, dal re di Bitinia, Nicomede IV, un suo vecchio amico, e porta al dittatore il cuore di un maiale lavorato in un mattatoio di mercato. Cesare però viene catturato dai pirati lungo la via della salvezza, e riesce a sfuggire loro grazie alla sua spregiudicatezza e al sostanzioso riscatto pagato dai suoi amici.
Una volta rilasciato raggiunge Nicomede, presso cui vive per due anni, fino alla morte molto discussa di Silla. Una volta tornato a Roma, dove rincontra la figlia Giulia, a cui consegna in regalo uno schiavo altamente istruito di nome Apollonio, un greco, Cesare riprende i contatti con Pompeo, con l'intento di entrare in politica, e fa nel contempo i conti con la morte di Cornelia, l'amata moglie.
Divenuto senatore, ottiene un primo e importante successo politico proponendo al Senato l'assegnazione a Pompeo di un esercito con il quale sgominare i pirati e i ribelli che seminano il caos per i mari e l'entroterra d'Italia. In questo giorno inizia la rivalità tra lui e Catone, un illustre e anziano senatore timoroso che Pompeo possa tramutarsi in un nuovo Silla.
Pompeo parte da Roma, e Giulio Cesare, nuovo Console della Repubblica insieme a lui, rimane nella capitale con l'intenzione di amministrarne l'ordine.
Anni dopo, quando Giulia è una sensuale vergine della nobiltà più prestigiosa, amica dei giovani Bruto, Porzia e Marco, figli di Catone, Pompeo ritorna come un glorioso vincitore: gli schiavi che si sono ribellati a Roma sono ora umiliati prigionieri in catene per le strade, i pirati non sono più una minaccia, ma tra i prigionieri che vengono fieramente esibiti come trofeo vi è Apollonio, il precettore di Giulia, che ottiene dal fiero e osannato Pompeo il permesso di riaverlo. Lo schiavo però rifiuta la salvezza, preferendo morire per crocifissione insieme ai suoi compagni, in tutta la sua dignità di uomo libero.
Tra Pompeo e Giulia germoglia d'un tratto l'amore, e Cesare ne approfitta con arguzia, intravedendo un grandioso profitto personale: in cambio delle nozze, infatti, il grande generale gli cede cinquantamila soldati con i quali può partire alla volta della Gallia, l'irrequieta provincia di confine già assegnata a Cassio.
Cesare infatti si è reso conto che alla sua carriera manca la gloria militare, necessaria per preparare la sua ascesa alle supreme vette del potere romano. Poco prima di partire, il patrizio assiste al matrimonio di Giulia con Pompeo, e a sua volta sposa Calpurnia.
Giunto in Gallia, dove rimane per i successivi otto anni, affronta gli agguerriti guerrieri gallici, che vengono per la prima volta unificati sotto la guida del carismatico e ardimentoso Vercingetorige, che in più occasioni mette in serio dubbio la vittoria dei romani sulla Gallia. Ma, a sorpresa, Cesare, aiutato dal giovane e promettente Marco Antonio, prevale ad Alesia, dove un umiliato Vercingetorige, a capo di un esercito e di un popolo ormai stremati dall'embargo, si consegna in cambio della salvezza del suo popolo.
Frattanto, a Roma, hanno luogo brutti avvenimenti destinati a sfociare in una nuova guerra civile: Giulia muore di parto, e Pompeo, disperato dal lutto e subdolamente plagiato da Catone, Cassio e Bibulo, volta le spalle al suocero e, ritenendosi l'unica autorità legale della Repubblica di Roma, scappa alla volta di Farsalo, dove conta di organizzare con maggiore efficacia le difese dello Stato. Lo segue anche il giovane Bruto.
Cesare raggiunge Farsalo, da cui il nemico scappa. Il grande condottiero concede il perdono a coloro che si arrendono, compreso Bruto, con cui cena nella propria tenda. Tornato brevemente a Roma, Cesare assume i pieni poteri e distribuisce le maggiori cariche ai suoi collaboratori, garantendosi un effettivo controllo della Repubblica, e parte alla ricerca di Pompeo, che raggiunge l'Egitto.
Ma anche in Egitto vi sono tumulti molto preoccupanti: il re Tolomeo è morto lasciando il trono in balia dei due giovanissimi e litigiosi figli, Tolomeo e Cleopatra. Potino, l'infido primo ministro, accoglie Pompeo e lo uccide tramite soldati romani corrotti, sperando di fare un piacere al vincitore in arrivo da Roma per mare. Al contrario, al suo arrivo Cesare si indigna ferocemente, e si innamora di Cleopatra, che tramite astute manovre mette sul trono.
A Roma, nel frattempo tutti spettegolano e fanno satira sulla relazione tra Cesare e Cleopatra, umiliando inevitabilmente l'innocente moglie Calpurnia. Tornato in città, Cesare continua ad assumere poteri e onori mai visti prima, favorendo l'astro di Cleopatra e del loro figlio neonato. Nell'ombra, però, Cassio e Bibulo temono il ritorno dei re nella persona di Cesare, e riescono a convincere Bruto, il più rispettato cittadino romano nonché figlio adottivo di Cesare, ad appoggiare la loro causa, il quale inizia a nutrire forti dubbi sul grande condottiero soprattutto quando lo zio Catone, padre di sua moglie Porzia, si squarcia lo stomaco nella fortezza di Utica pur di non cadere tra le mani del vincitore Cesare. Seppur in un primo momento avesse sempre sostenuto le ragioni del padre adottivo Bruto viene convinto da Cassio che lo convince che è meglio eliminare Cesare per impedire che Roma torni a essere una monarchia.
Con l'adesione di Bruto alla causa anticesariana di Cassio, i congiurati acquisiscono sempre più forza fisica e prestigio, ma continuano a muoversi nella prudenza del silenzio. L'unica soluzione prevede l'assassinio di Cesare, e l'occasione si presenta il 15 marzo del 44 a.C., durante una speciale sessione del Senato.
Sebbene avvertito da oscuri presagi descritti dall'auspice Spurinna e dagli incubi di Calpurnia, Cesare si reca in Senato, e muore sotto i ventitré colpi di pugnale dei senatori. L'ultimo a finire Cesare è proprio Bruto sotto gli occhi scioccati del padre adottivo che non credeva che anche lui che amava sinceramente potesse tradirlo. Bruto scioccato dal suo gesto rendendosi conto di aver fatto un terribile errore fugge in preda al senso di colpa mentre Cesare ormai moribondo viene raggiunto dalla moglie Calpurnia in senato per poi morire pochi istanti dopo davanti a lei.

## Personaggi storici tralasciati
La miniserie trascura quattro grandi personalità che, ciascuna in modo differente, hanno scandito le vicende della Roma ai tempi di Cesare:
- Spartaco, il gladiatore passato alla storia quale condottiero della Terza guerra servile. La miniserie cita molto chiaramente la sua ribellione, contro la quale viene mandato Pompeo al comando di vaste legioni. Curiosamente, il nome di Spartaco viene omesso;
- Crasso, il ricchissimo patrizio che insieme a Cesare e Pompeo compose il triumvirato. Militarmente, Crasso fu lo strumento decisivo nella soppressione della rivolta di Spartaco, e finanziariamente si distinse come grande sostegno per Cesare, fornendogli ripetutamente i necessari capitali per mezzo dei quali sostenere le dispendiose campagne elettorali;
- Cicerone, il famoso avvocato ed ex console, fermamente contrario all'ascesa politica di Cesare. Viene citato rapidamente da Catone durante un dibattito in Senato, in maniera del tutto ininfluente rispetto al corso degli eventi narrati;
- Augusto, pronipote e figlio adottivo di Cesare, divenuto Imperatore al termine della guerra civile contro Marco Antonio e Cleopatra. Rimase accanto al grande parente negli ultimi anni della sua vita, imparando da lui tutti i segreti del potere romano, e infine fu nominato erede testamentario a dispetto del piccolo Cesarione, il figlio naturale di appena tre anni avuto da Cleopatra. Augusto è citato brevemente alla fine della miniserie come colui che ucciderà Cesarione e che vincerà Marco Antonio e Cleopatra, anche se questi si uccideranno per non cadere nelle sue mani.